# جامعة سيبلاس ماريت
جامعة سيبلاس ماريت (بالإنجليزية: Sebelas Maret University)‏ هي جامعة إندونيسية عامة في منطقة سوراكارتا في ضواحي جاوا الوسطى بإندونيسيا. تأسست رسميا في 11 مارس 1976م.

## الرمز والفلسفة
رمز الجامعة هو زهرة مع أربع بتلات كما تصور للجماهير، واسم الجماهير والدولة. بتلات في الجانبين العلوي واليمين واليسار هي تجسيد لكليات تري دارما. تتكون البتلة الواحدة من خمس وحدات ترمز إلى مبادئ بانكسيلا. تشكل البتلات الأربع خطًا متسلسلًا يصور الوحدة الأكاديمية للجامعة.
يوصف شكل رأس المدقة للزهرة بأنه ويكيو، والمستمد من بالي، بمعنى «الأشخاص المتعلمون»، والكتاب الدائري الذي يشبه السيناريو الجاوي هو سانقكالا قندرا، «مانغيستي لوهور أمبانجون ناجارا» يرمز إلى جافا عام 1908م أو 1976م، السنة التأسيسية للجامعة.
وعموما فرمز الجامعة هو تصور للمثل العليا لبناء الأمة، كاندرا سانقكالا تصور على أنها براقة مشرقة، برابا في تاريخ الدين والدمى التي يستخدمها الرجل المقدس الذي حكيم وفضيلة. محور الرمز هو وصف دماغ الويكو (الرجل المتعلم) بأنه لهب، بينما يوحي الضوء الذي ينير إلى الأبد إلى العلم ورفاهية الإنسان. اللون الأزرق الداكن هو تعهد بالولاء والتفاني للأمة والدولة والوطن والعلوم.

## الكليات
يوجد بالجامعة تسع كليات تقدم برامج دراسية على مستويات الدبلوم والجامعات والمهنية والمتخصصة. تدار بعض دورات البكالوريوس والدراسات العليا بواسطة برنامج الدراسات العليا.
- كلية الحقوق
- كلية العلوم الثقافية
- كلية الفنون الجميلة والتصميم
- كلية العلوم الاجتماعية والسياسية
- كلية الاقتصاد والأعمال
- كلية التربية
- كلية الطب
- كلية الرياضيات والعلوم الطبيعية
- كلية الزراعة
- كلية الهندسة
- برامج الدراسات العليا والدكتوراه

## مرافق الحرم الجامعي

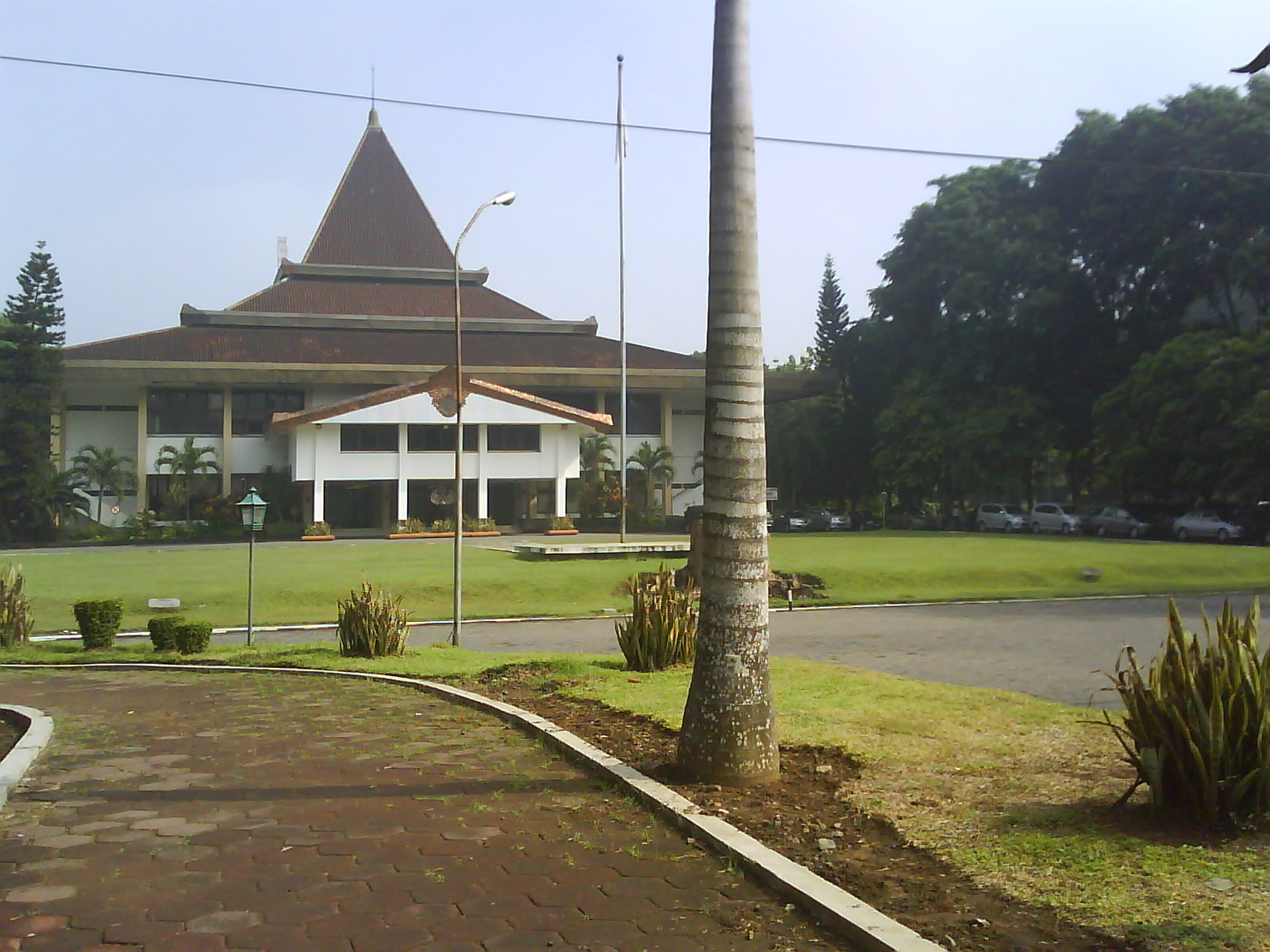
مبنى الجامعة

معظم الطلاب يأتون من خارج سوراكارتا. تقدم برامج ماجستير طب الأسرة من قبل من وزارة الصحة، وذلك لتطوير نموذج من خدمات عيادة الأسرة، والتي تقدم الخدمات الصحية، كما تدعم مفهوم التأمين الصحي/التأمين على الصحة العامة. وتستخدم فيها برامج مثل يو إن إس- إم سي، والذي يدعم أنشطة التعليم والتعلم في التدريب العملي للطلاب كلية الطب وطب الأسرة. المشاركون هم الطلاب والموظفون والمحاضرون والمجتمعات المحيطة بالحرم الجامعي.
يدرِّس في الجامعة أكثر من 1600 محاضر؛ 4٪ منهم بروفسورات، و72.9٪ منهم يحملون إما درجة البكالوريوس أو درجة الماجستير. كما يعمل بها حوالي 900 من الموظفين الإداريين.
تستضيف الجامعة المواقع الإلكترونية للكليات والإدارات التي تنوي إنشاء موقع ويب كمجال فرعي لـ www.uns.ac.id. ويقدم البريد الإلكتروني مجانا للمجتمع الأكاديمي. تقوم الجامعة بتطوير نظام المعلومات الأكاديمية بنظام قائم على تكنولوجيا المعلومات التعليمية، بحيث يمكن إجراء تسجيل الطلاب ومشاورات دراسات الخطة عبر الإنترنت.
تقوم الجامعة بتطوير أتمتة لمكتبة الجامعة لتيسير البحث عن المراجع والمجموعات من خلال الوسائط عبر الإنترنت. المكتبة مزودة بمكتبة رقمية، وهي مرجع يمكن الوصول إليه عبر الإنترنت، كما توفر محرك بحث عبر الإنترنت (يبحث فقط في مجموعة المكتبة)، بينما تعمل المكتبة الرقمية كقاعدة بيانات مرجعية رقمية (يمكن الوصول إلى جميع المعلومات من العمل العلمي هنا).
يقوم معهد التطوير التربوي بتطوير الأنشطة التعليمية عبر الإنترنت أو التعليم الإلكتروني. مرافق تكنولوجيا المعلومات الأخرى هي نقطة ساخنة و SAT ، لتوقع أولئك الذين ليس لديهم جهاز كمبيوتر محمول، تقدم المكتبة خدمة الوصول الشخصي للبيانات، كما توفر خدمة الإنترنت على أجهزة الكومبيوتر المكتبية. ونظرًا لأن عدد أجهزة الكمبيوتر لا يزال محدودًا، يتطلب العمل عليها دفع رسوم قليلة من المستخدمين وذلك لتجنب استخدام واحتكار جهاز الكمبيوتر. كما توفر خدمة خاصة لأولئك الذين يرغبون في تطوير مهاراتهم في تكنولوجيا المعلومات والاتصالات.
كمنشأة صحية، أنشأ الجامعة المركز الطبي الذي يخدم المجتمع الأكاديمي في الجامعة، وكذلك للقاطنين حول الحرم الجامعي كشكل من أشكال الخدمة المجتمعية. وهي تتألف من أربعة أقسام: الصحة العامة والأسنان والأنف والأذن والعيون. يعمل في المركز الطبي طبيب وموظفون طبيون ومحاضرون من كلية الطب. بالإضافة إلى مركز الخدمات الصحية، يعمل المركز الطبي كمرفق داعم لأنشطة التعليم والتعلم لطلاب كلية الطب.

## معرض الصور

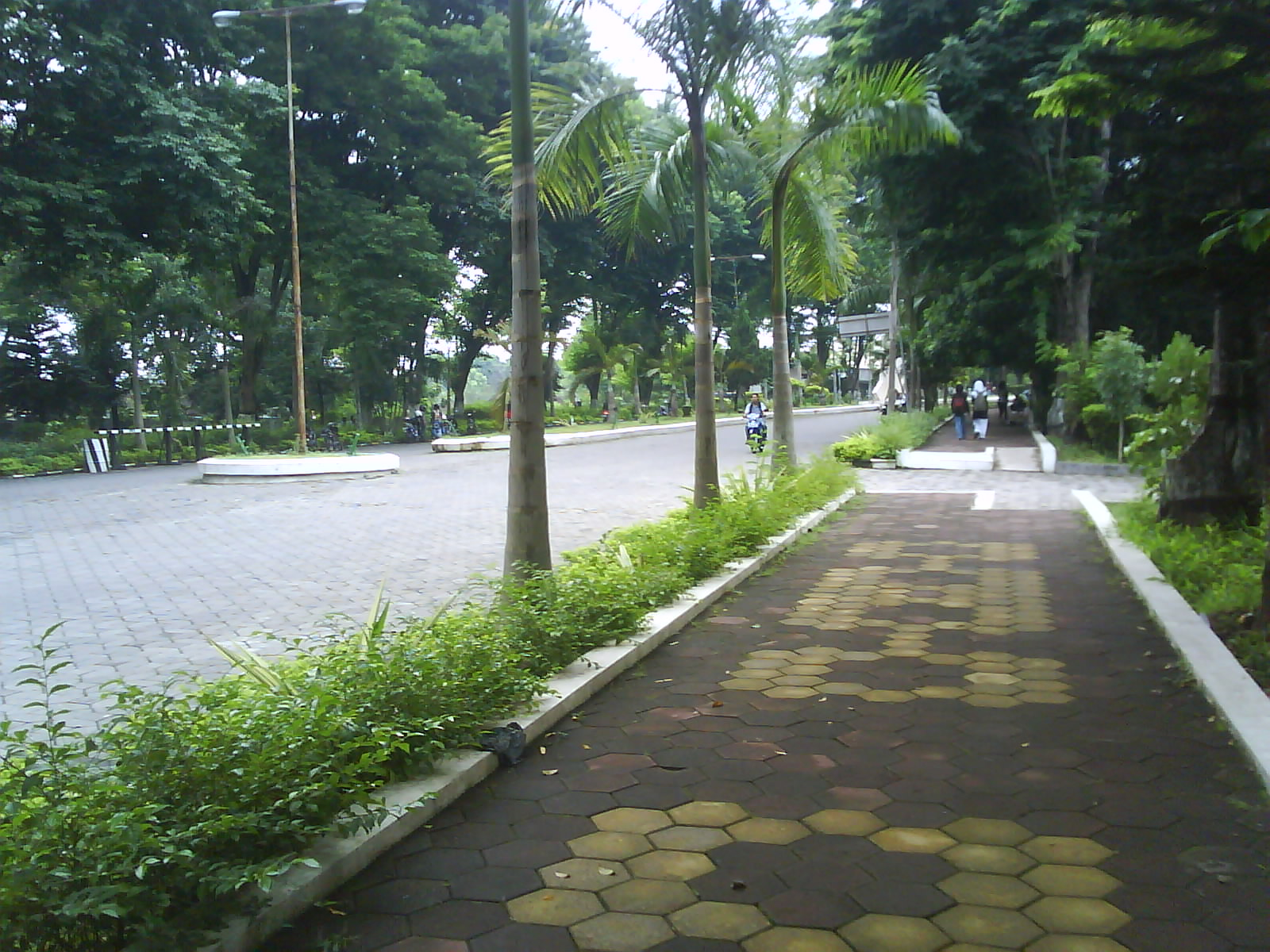
شارع يقع جنوب الجامعة
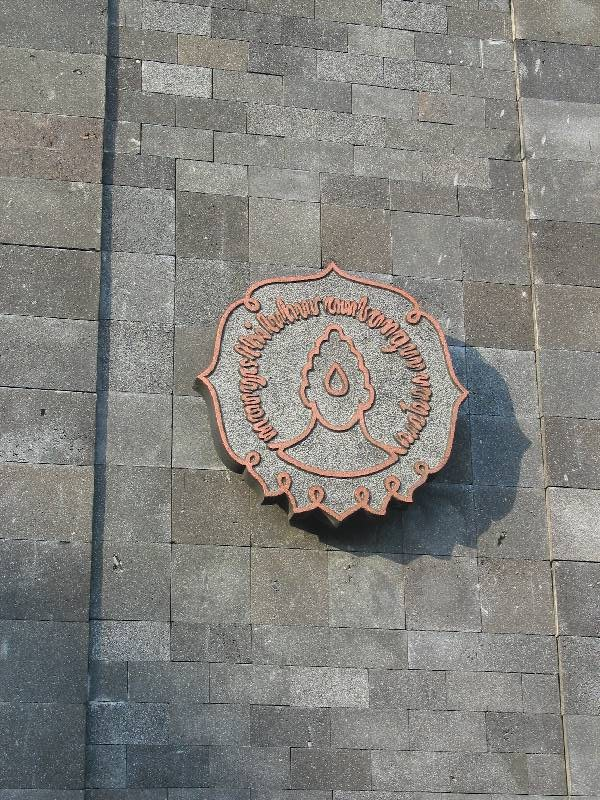
شعار الجامعة
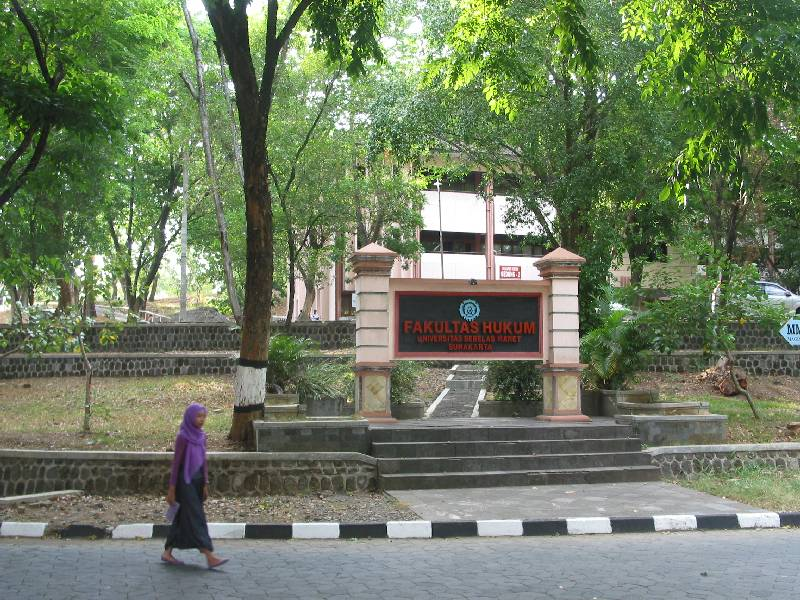
لوحة كلية الحقوق
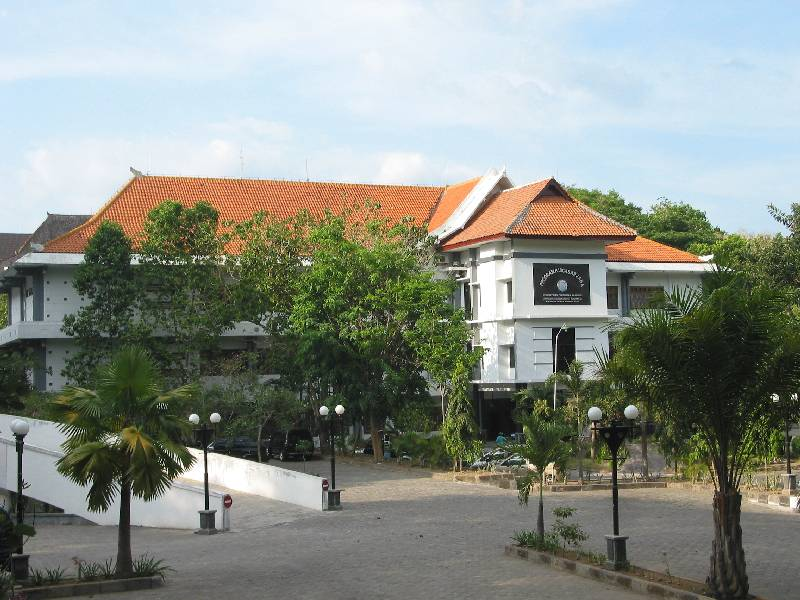
مبنى الدراسات العليا
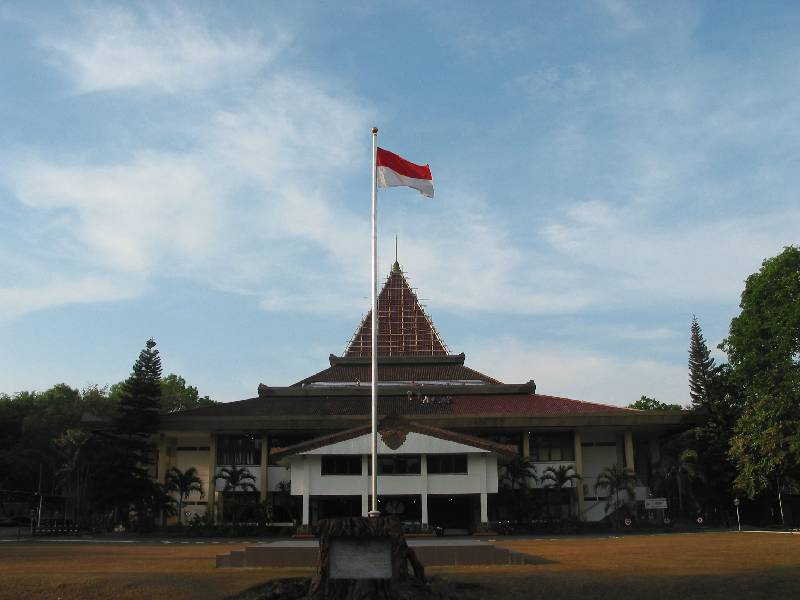
مبنى الجامعة
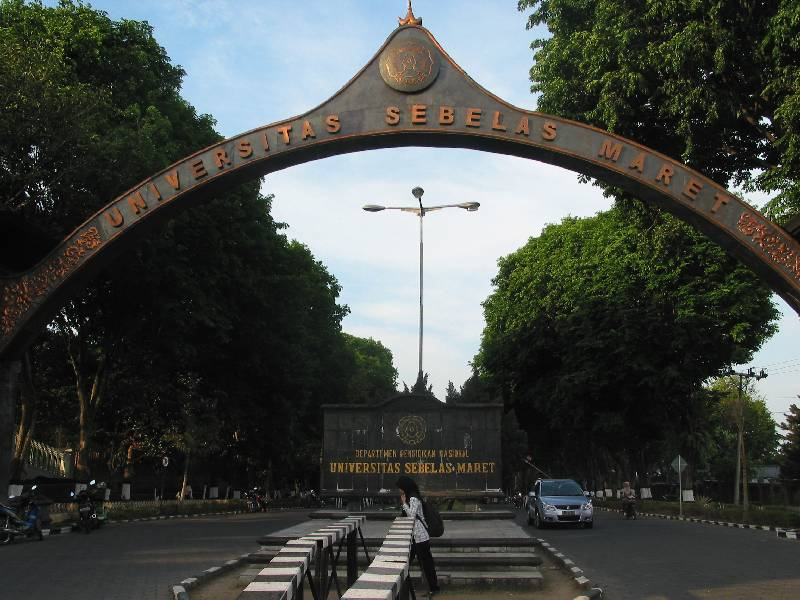
البوابة الأمامية (تقع في جهة الجنوب)

## روابط خارجية
- موقع UNS